# 16693 Moseley
16693 Moseley è un asteroide della fascia principale. Scoperto nel 1994, presenta un'orbita caratterizzata da un semiasse maggiore pari a 2,6571305 UA e da un'eccentricità di 0,1828336, inclinata di 11,24944° rispetto all'eclittica.